# 福島暢啓の昭和歌謡でしょ!
福島暢啓の昭和歌謡でしょ!!（ふくしまのぶひろのしょうわかようでしょ!!）は、2012年10月7日から2014年3月30日までMBSラジオで放送されていた音楽番組。事前収録で、毎日放送アナウンサー・福島暢啓の冠番組でもある。

## 概要
幼い頃から昭和歌謡（昭和初頭から昭和40年代にかけて日本で流行した歌謡曲）に親しんでいる福島が、河島英五（以下「英五」と略記）の長女・河島あみる（以下「あみる」と略記）をパートナーに、昭和歌謡の魅力を伝える番組。2011年（平成23年）に龍谷大学大学院から新卒で毎日放送に採用された福島にとって、レギュラーでは入社後初の冠番組に当たる。
2012年度のナイターオフ期間限定番組として、2012年10月7日に、毎週日曜日の17:59 - 19:00で放送を開始。初回放送のタイトルは、『福島暢啓の昭和歌謡でSHOW!!』であった。2013年のプロ野球シーズンに入った同年4月7日からは、毎週日曜日の17:00 - 17:38に放送枠を移動したうえで、通年番組として放送を続けていた。
当番組では、福島の選曲による「昭和歌謡ベスト5」を毎回発表する他、リスナーからのリクエスト曲を随時放送。リクエストやメッセージを放送で採用したリスナーには、番組から「昭和の香りがするプレゼント」を進呈した。ただし、放送内容は放送時期によって若干異なる。

### 派生番組
MBSラジオでは、2014年1月1日の10:30 - 12:30に『お正月だよ歌バトル 浜村淳VS福島アナ』（河島が進行役を務めた当番組からの派生番組）を放送。福島と『ありがとう浜村淳です』シリーズのパーソナリティとして知られる浜村が、同年の干支である午（馬）にちなんだ昭和歌謡を交互に紹介しながら、昭和歌謡への思い入れを語り合った。

### 放送終了後
2014年3月30日でレギュラー放送を終了。MBSラジオでは、同年4月5日から2016年3月26日まで、当番組と同じ趣旨による『福島暢啓 歌の朝市』（福島の単独出演による事前収録番組）を毎週土曜日の5:00 - 5:15に放送している。
ちなみに福島は、当番組最終回のエンディングトークで、「本店（当番組）が改装工事で休業している間に支店を出す」として『歌の朝市』の放送開始を告知。実際には「本店の再開」に至らなかったものの、『歌の朝市』が終了する2016年4月改編からは、『福島のぶひろの「どうぞお構いなく。」』（2015年10月から『MBSサンデースペシャル』『MBSマンデースペシャル』枠の特別番組として月に4回放送）のレギュラー化によって当番組の企画を継承する。

## 放送時間
- 2012年10月7日 - 2013年3月31日　毎週日曜日17:59 - 19:00
- 2013年4月7日 -  2014年3月30日　毎週日曜日17:00 - 17:38
  - 同年1月から3ヶ月間放送されていた収録番組『嘉門達夫と上ちゃんのどんなんやねん!』が、『嘉門達夫のどんなんやねん!』と改題のうえ毎週金曜日の16:00 - 17:53に生ワイド番組として放送されることを機に、放送枠を移動・通年番組化。奇しくも福島は、当番組終了後の2019年10月4日から、毎週金曜日の16:00 - 17:43に生ワイド番組『福島のぶひろの、金曜でいいんじゃない?』のパーソナリティに起用されている。

## 放送内容
「　」は放送上のタイトル

### 2012年10月 - 2013年3月
- 「福島暢啓が選ぶ、昭和歌謡ベスト5」
  - 昭和初期から昭和40年代までのある1年を対象に、その年に流行した歌謡曲から、福島の独断と偏見で「ベスト5」を選出。該当する楽曲を、5位から順に放送していた。
  - 「ベスト5」を発表する前に、その年の日本の世相やブームを、福島がリアルタイムで経験したかのように詳しく紹介することが特徴。福島が特に愛好する藤山一郎・服部良一・三橋美智也の楽曲を、「ベスト5」に入れることが多かった[1]。
- 「想いで昭和歌謡」
  - 昭和歌謡にまつわるリスナーの思い出話を紹介しながら、そのリスナーからのリクエスト曲を毎回2曲放送。ハガキでのリクエストも受け付けているため、70～80代の高齢者からのメッセージ・リクエストが紹介されることもあった。
- 「あみるが選ぶ、河島英五」
  - 関西やMBSラジオの番組と縁が深かった英五の発表曲から、あみるが毎回1曲を選曲。選んだ曲を放送するとともに、長女ならではの視点で、その曲や生前の英五にまつわるエピソードを語っていた。

### 2013年4月以降
- 「福島暢啓が選ぶ昭和歌謡」
  - 趣旨は前述の通りだが、放送する昭和歌謡を4曲に集約。ある1年にこだわらず、季節を表す言葉などもテーマに選ぶようになった。
- 「歌い継ぎたい昭和歌謡」
  - あみるが子供たちに歌い継ぎたい曲を紹介するコーナーで、番組の後半に放送。『板東英二のおばあちゃんと話そう』（2012年12月30日まで当番組の放送枠で編成されていた前々番組）のように、童謡を流すこともあった。
- 「おんなの昭和歌謡」
  - あみるをメインに進行するコーナー。女性の目線による歌詞が綴られた昭和歌謡を、あみるによる女性ならではの鋭いコメントを添えながら紹介した。
- 「昭和歌謡リクエストアワー」
  - 毎月最終週にのみ「福島暢啓が選ぶ昭和歌謡」に代わって放送する企画で、リスナーのリクエストによる昭和歌謡を5曲程度紹介。さらに、あみるのアコーディオン（またはピアノ）演奏をバックに、福島が「今月の歌」として昭和歌謡を1曲披露した。ちなみに、最終回で福島が歌った曲は「星屑の街」（三橋美智也）。